# Грб Доње Аустрије
Грб Доње Аустрије је званично одобрена 1920. године.
Доња Аустрија је настала као војводство још 1156. године, а већ 1282. постала је део веће државне јединице Аустрије, док се око 1450. велики део, углавном садашње Горње Аустрије, одвојио од војводства.
Грб са пет орлова први пут се појављује 1335. године, као грб легендарног Леополда Х. који је пореклом из ове провинције. Око 1360. године војвода Рудолф IV усвојио је овај грб са орловима као грб Старе Аустрије. На великом империјалистичком грбу нове државе, био је уврштен и овај мањи грб.